# Nohic
Nohic är en kommun i departementet Tarn-et-Garonne i regionen Occitanien i södra Frankrike. Kommunen ligger i kantonen Grisolles som tillhör arrondissementet Montauban. År 2022 hade Nohic 1 384 invånare.

## Befolkningsutveckling
Antalet invånare i kommunen Nohic
| Referens: INSEE |